# Parafia Matki Bożej Częstochowskiej w Mściowie
Parafia Matki Bożej Częstochowskiej w Mściowie – parafia rzymskokatolicka, znajdująca się w diecezji sandomierskiej, w dekanacie Zawichost.